# Ozodicera (Ozodicera) bimaculata
Ozodicera (Ozodicera) bimaculata is een tweevleugelige uit de familie langpootmuggen (Tipulidae). De soort komt voor in het Neotropisch gebied.